# Luca Bercovici

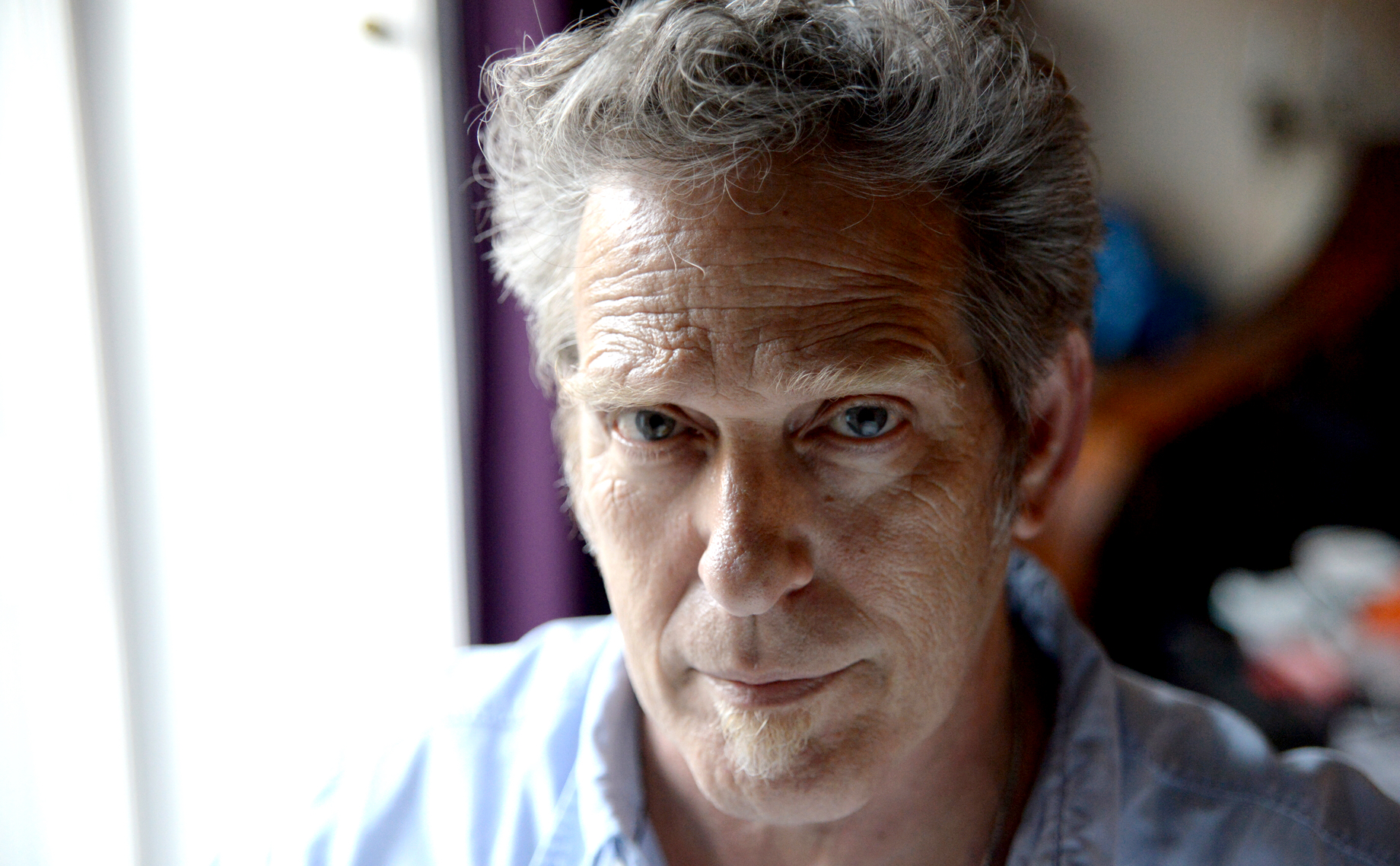
Luca Bercovici

Luca Bercovici (* 22. Februar 1957 in New York City als Luca Josef Bercovici) ist ein US-amerikanischer Schauspieler und Regisseur.

## Leben und Leistungen
Der Vater von Luca Bercovici, der Drehbuchautor und Regisseur Eric Bercovici, ist rumänisch-jüdischer Abstammung. Lucas Mutter entstammt einer italienischen Familie. Bercovici wuchs in Rom, London, New York City und Kalifornien auf. Er besuchte das College of the Redwoods, das Santa Monica College und die Loyola Marymount University.
Bercovici debütierte im Jahr 1979 in einer der Hauptrollen im Fernsehfilm Flesh & Blood, für den sein Vater das Drehbuch schrieb. Neben ihn spielten in diesem Filmdrama Tom Berenger, John Cassavetes und Denzel Washington. Im Science-Fiction-Horrorfilm Der Killerparasit (1982) trat er in einer der größeren Rollen neben Demi Moore auf. Im Filmdrama For Love and Honor (1983) spielte er die Hauptrolle, in den anderen Rollen waren David Caruso und Yaphet Kotto zu sehen. Im Thriller Fremde Schatten (1990) spielte er an der Seite von Melanie Griffith, Matthew Modine und Michael Keaton. In der Fernsehserie Flatland (2002) war er neben Dennis Hopper zu sehen.
Außerdem führte er bei verschiedenen Filmen Regie, so unter anderem in Rockula (1990), Heiße Nächte im Paradies (1994) oder Tod in großen Scheinen (2000).

## Filmografie (Auswahl)

### Schauspieler
- 1979: Flesh & Blood (Fernsehfilm)
- 1980: Cannons Comeback (The Return of Frank Cannon, Fernsehfilm)
- 1981: Chicago Story
- 1981: Die Hölle des Bill Carney (The Ordeal of Bill Carney, Fernsehfilm)
- 1982: Der Killerparasit (Parasite)
- 1982: Fäuste, Gangs und heiße Öfen – Verstärkung von der Straße (The Renegades)
- 1982: The Horror Star (Frightmare)
- 1983: Weltraumpiraten (Space Raiders)
- 1983: For Love and Honor (Fernsehfilm)
- 1985: Die Sieger – American Flyers (American Flyers)
- 1988: Süchtig (Clean and Sober)
- 1990: Rockula
- 1990: Fremde Schatten (Pacific Heights)
- 1991: Heiße Nächte in L.A. (Sunset Heat)
- 1991: K2 – Das letzte Abenteuer (K2)
- 1993: Time Trax – Zurück in die Zukunft (Time Trax, Fernsehserie, 1 Folge)
- 1994: Scanner Cop
- 1994: Drop Zone
- 1996: Wunder auf Bestellung (The Big Squeeze)
- 1997: Angry Dogs
- 2001: Burning Down the House
- 2001: Dirt Boy
- 2008: Richard III
- 2009: Night Train

### Regisseur
- 1985: Ghoulies
- 1990: Rockula
- 1994: Heiße Nächte im Paradies (Dark Tide)
- 1995: The Granny
- 1996: No Excape (The Chain)
- 1999: Engel der Vergeltung (BitterSweet)
- 1999: Convict 762
- 2000: Tod in großen Scheinen (Luck of the Draw)